# レアル・マドリード・ボレイボル
レアル・マドリード・ボレイボル（Real Madrid Voleibol）は、スペイン・マドリードに拠点を置いていたバレーボールチーム。総合スポーツクラブのレアル・マドリードの一部門であり、スペイン・リーグでは7回優勝、コパ・デル・レイでは12回優勝しており、後者は最多記録である。

## 歴史
1954年に設立された。1977-78シーズンのCEVチャンピオンズリーグではベスト4となった。1982-83シーズンには国内リーグと国内カップで2冠を達成したものの、1983年に解散となった。

## タイトル
- スーペルリーガ: 7回優勝
  - 優勝: 1972, 1976, 1977, 1978, 1979, 1980, 1983
  - 準優勝: 1965, 1971, 1974, 1975, 1981, 1982
- コパ・デル・レイ: 12回優勝
  - 優勝: 1954, 1956, 1960, 1969, 1973, 1976, 1977, 1978, 1979, 1980, 1981, 1983
  - 準優勝: 1957, 1961, 1963, 1971, 1974